# Reynier Hendricksz. Pauw
Reynier Hendricksz. Pauw, ook Reinier Pauw (Gouda, circa 1490 - aldaar, maart 1547) was apotheker, brouwer en burgemeester van Gouda.

## Biografie
Pauw werd omstreeks 1490 geboren als zoon van het lid van de Goudse vroedschap Hendrik Pauw en Sophia van der Goude (Sophie Nijnx Dirk Dirkzens dochter). In 1523 en 1524 was hij schepen van Gouda. In 1540 werd hij gekozen tot burgemeester van Gouda. Hij vertegenwoordigde Gouda in een viertal jaren (1540, 1543, 1545 en 1547) in de Staten van Holland. In dezelfde periode van 1541 tot 1547 was hij tevens thesaurier van Gouda. Pauw was niet alleen bestuurder, maar hij was tevens brouwer en apotheker in Gouda. Hij overleed omdat een apothekersknecht een verkeerde pot gebruikte bij het bereiden van een medicijn, dat voor hem bestemd was: "Reynier Pauw, Hendricksz Pauw, st. te Gouda Maart 1547 Sch. en R. der stad Gouda 1523, Burgemeester ald. 1540; was ooc Apotecaris sturf door versuym van sijn winkelknecht die hem eenich medicament uyt een verkeerde Pot genomen, bereijt hadde; 't welc hy te laet gewaer wierde."

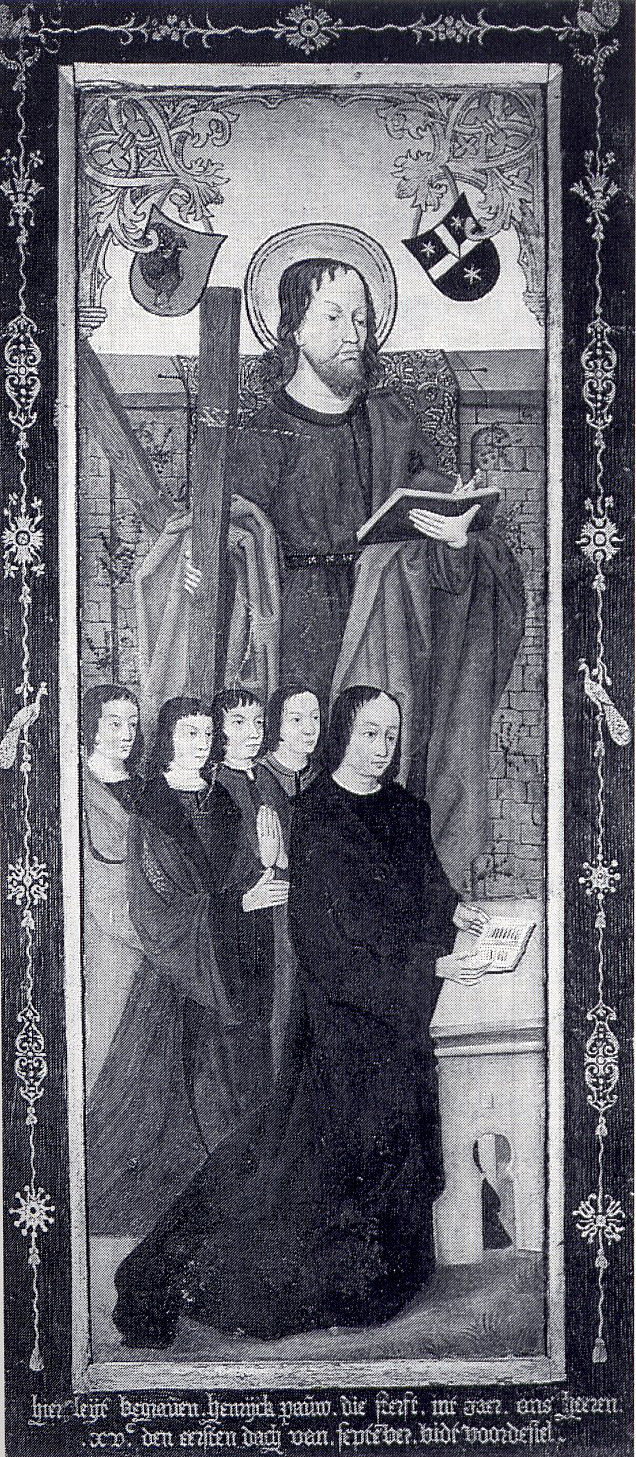
Het votiefstuk met de afbeelding van Hendrick Pauw en zijn zonen

Pauw trouwde in Gouda op 30 september 1510 met Aerland(a) Fransdr. Hun in 1516 geboren zoon Adriaen werd in 1578 burgemeester van Amsterdam en werd de stamvader een van regentengeslacht aldaar. Pauw hertrouwde na het overlijden van zijn eerste echtgenote met Aleyda 't Hoen van Souburg. 
Pauw is samen met drie broers en zijn vader Hendrick afgebeeld op een votiefstuk gemaakt na het overlijden van zijn vader in 1500. Zijn eigen geschilderd portret is mogelijk hiervan gekopieerd. Vader en vier zoons (Reinier, Dirk, Gerard en Frans) zijn knielend afgebeeld met achter hen hun patroonheilige. Er onder staat de tekst "Hier leijt begraven Henrijck Pauw. die sterft. int jaer. ons heeren./.xv .c den eersten dach van. septe[m]ber. bidt voor de siel".